# Miló
A Miló több szláv eredetű férfinév (Milán, Milos, Milivoj stb.) rövidült alakváltozata.

## Gyakorisága
Az 1990-es években nem lehetett anyakönyvezni, a 2000-es években nem szerepel a 100 leggyakoribb férfinév között.

## Névnapok
- január 25.
- december 18.

## Híres Milók
- „Miló” utónevű személyek szócikkeinek listája a Wikidata alapján
- „Milo” utónevű személyek szócikkeinek listája a Wikidata alapján

### Kitalált személyek
- Milo Minderbinder, A 22-es csapdája című regény szereplője